# سول-ایلتسک
شهر سول-ایلتسک (به روسی: Соль-Илецк) در کشور روسیه و در اوبلاست ارنبورگ واقع شده‌است.